# دانشکده پزشکی مازندران
دانشکده پزشکی دانشگاه علوم پزشکی مازندران یکی از دانشکده‌های پزشکی ایران وابسته به دانشگاه علوم پزشکی مازندران در ساری است. این دانشکده در سال ۱۳۶۷ بنیانگذاری شد و دارای ۵ بیمارستان آموزشی است.

## تاریخچه
دانشکده پزشکی مازندران در سال ۱۳۶۷ بنیانگذاری شد. هم‌اکنون ریاست این دانشکده را دکتر لطف الله داوودی برعهده دارد.